# 滲透王朝
滲透王朝（英語：Dynasties of Infiltration）指的是魏晉南北朝時期由北方少數民族建立的中國王朝。在建立政權之前，北方民族從塞外逐步以半和平滲透的方式往中原漢地遷徙，後乘漢族王朝內亂在漢地北部建立政權。這個說法為德裔學者魏復古提出的，意指中国历史上一些王朝的特征。
在《中國社會史：遼》一書認為中國古代諸少數民族王朝可以按統治民族進入中原的方式，可劃分為兩類。
- 第一類為「滲透王朝」 ，以五胡十六國、北魏與北周等為代表，包括五代十國的后唐、后晋與后汉等。
- 第二類為「征服王朝」，以遼朝、西夏、金朝、元朝與清朝等為代表。